# Uso recreativo de dextrometorfano

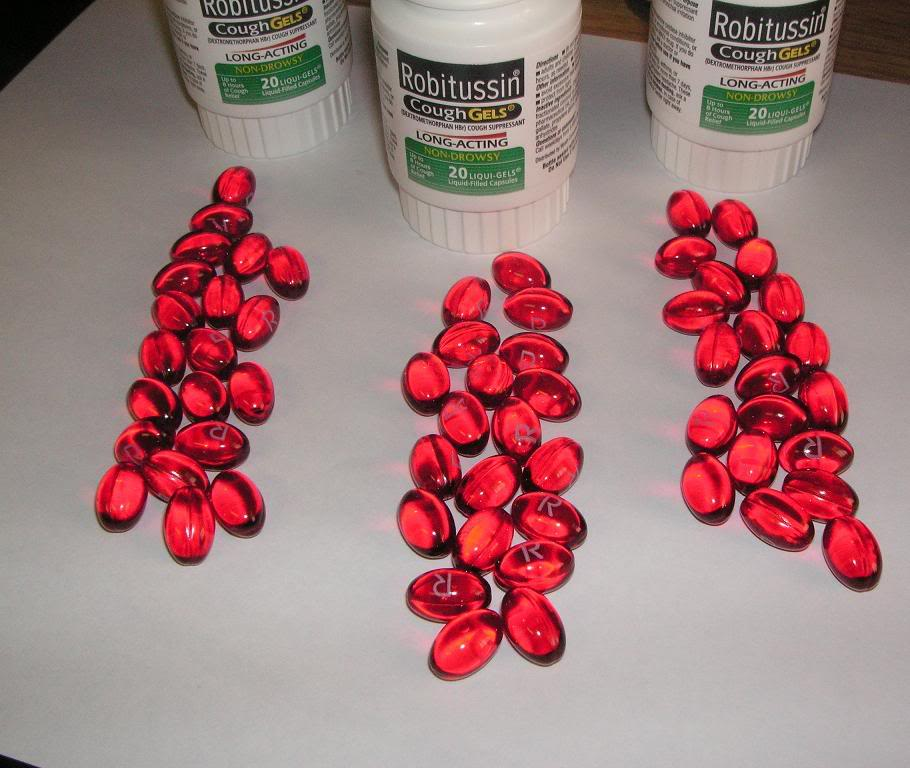
Medicamento para la tos que contiene dextrometorfano en forma de cápsula de gel

El dextrometorfano, o DXM, un principio activo común que se incluye en muchos medicamentos antitusígenos de venta libre, se utiliza como droga recreativa y enteógeno por sus efectos disociativos. Casi no tiene efectos psicoactivos en las dosis recomendadas médicamente. Sin embargo, el dextrometorfano tiene potentes propiedades disociativas cuando se administra en dosis muy superiores a las consideradas terapéuticas para suprimir la tos. El consumo recreativo de DXM se conoce a veces en argot como "robo-tripping", cuyo prefijo deriva de la marca Robitussin, o "Triple Cs", que deriva de la marca Coricidin, cuyos comprimidos llevan impreso "CC+C" por "Coricidin Cough and Cold". Sin embargo, esta marca presenta un peligro adicional cuando se utiliza en dosis recreativas debido a la presencia de clorfenamina.
En las fórmulas de venta libre, el DXM se combina a menudo con paracetamol (APAP) para aliviar el dolor; sin embargo, para conseguir los efectos disociativos del DXM, a menudo se supera la dosis terapéutica diaria máxima de 4.000 mg de APAP, lo que puede causar insuficiencia hepática aguda o crónica, haciendo que el abuso y la posterior tolerancia de los productos que contienen DXM y APAP sean potencialmente mortales.
Un ensayo en línea publicado por primera vez en 1995 titulado "The DXM FAQ" describía el potencial del dextrometorfano para el uso recreativo y clasificaba sus efectos en las denominadas mesetas.
Debido a su uso recreativo, muchos minoristas de EE. UU. han trasladado los productos que contienen dextrometorfano detrás del mostrador, de modo que para comprarlos hay que pedirlos a un farmacéutico o tener 18 años (19 en Nueva York y Alabama, 21 en Misisipi) o más. Algunos minoristas también dan recomendaciones impresas sobre el potencial de abuso con la compra de productos que contienen dextrometorfano.
En Europa, el uso recreativo de dextrometorfano se ha dado desde los años 90 bajo nombres comerciales sin necesidad de receta como Romilar o Propalcof, encontrándose en la actualidad en desuso.

## Clasificación
En dosis elevadas, el dextrometorfano se clasifica como anestésico general disociativo y alucinógeno, similar a las sustancias controladas ketamina y fenciclidina (PCP).También como esas drogas, el dextrometorfano es un antagonista de los receptores NMDA. Generalmente no produce los síntomas de abstinencia característicos de las sustancias que inducen dependencia física, pero en el pasado se han notificado casos de dependencia tanto psicológica como física, aunque la dependencia física sólo suele observarse en casos de abuso intenso. Debido a la acción similar a la de los inhibidores selectivos de la recaptación de serotonina del dextrometorfano, el cese repentino de la dosis recreativa en individuos tolerantes puede dar lugar a síntomas de abstinencia mentales y físicos similares a los de la abstinencia de los ISRS. Estos efectos de la abstinencia pueden manifestarse como efectos psicológicos, como depresión, irritabilidad, ansiedad, y como efectos físicos, como letargo, dolores corporales y una desagradable sensación de hormigueo, similar a una leve "descarga eléctrica".

## Efectos
Los efectos del dextrometorfano se han dividido en cuatro mesetas (en argot de consumidores, no rectificado por y/o en actuales estudios qué lo respalden). La primera meseta (1,5 a 2,5 mg por kg de peso corporal) se describe como euforia, cambios auditivos y cambio en la percepción de la gravedad. La segunda meseta (2,5 a 7,5 mg/kg) provoca euforia intensa, imaginación vívida y alucinaciones con los ojos cerrados. La tercera y cuarta meseta (7,5 mg/kg o más) provocan profundas alteraciones de la conciencia y los consumidores a menudo informan de experiencias extracorpóreas o psicosis temporal. Esto da lugar a una especie de flanging (aceleración y/o ralentización) de la información sensorial, que es otro efecto característico del consumo recreativo.
También se observa una marcada diferencia entre el bromhidrato de dextrometorfano, contenido en la mayoría de los preparados antitusígenos, y el dextrometorfano polistirex, contenido en el preparado de marca Delsym. El polistirex es un polímero unido al dextrometorfano que requiere más tiempo para que el estómago lo digiera, ya que requiere que se produzca una reacción de intercambio iónico antes de su disolución en la sangre. Debido a ello, el dextrometorfano polistirex tarda bastante más en absorberse, lo que produce efectos más graduales y duraderos que recuerdan a los de los comprimidos de liberación prolongada. Como antitusígeno, la versión polistirex dura hasta 12 horas. Esta duración también es válida cuando se utiliza con fines recreativos.
En 1981, un artículo de Gosselin estimaba que la dosis letal se sitúa entre 50 y 500 mg/kg. Algunos consumidores recreativos toman dosis de hasta 15-20 mg/kg. Un único estudio de caso sugiere que el antídoto para la sobredosis de dextrometorfano es la naloxona, administrada por vía intravenosa.
Además de producir efectos mentales similares a los de la PCP, las dosis altas pueden dar un falso positivo para PCP y opiáceos en algunas pruebas de drogas.

## Riesgos asociados a su uso
No se ha demostrado que el dextrometorfano cause vacuolización en animales, también conocida como lesiones de Olney, a pesar de las primeras especulaciones de que podría hacerlo, debido a las similitudes con la ketamina. En ratas, la administración oral de dextrometorfano no causó vacuolización en pruebas de laboratorio. Sin embargo, se ha demostrado que la administración oral de dextrometorfano de forma repetida durante la adolescencia deteriora el aprendizaje en esas ratas durante la edad adulta. No obstante, no se ha demostrado ni refutado la aparición de las lesiones de Olney en humanos. William E. White, autor de "DXM FAQ", ha recopilado investigaciones informales a partir de la correspondencia mantenida con consumidores de dextrometorfano que sugieren que un consumo excesivo puede provocar diversos déficits correspondientes a las áreas cerebrales afectadas por las lesiones de Olney; entre ellos, pérdida de memoria episódica, disminución de la capacidad de aprendizaje, anomalías en algunos aspectos del procesamiento visual y déficits de comprensión del lenguaje abstracto. En 2004, sin embargo, White se retractó del artículo en el que hacía estas afirmaciones.
Una encuesta formal de consumidores de dextrometorfano mostró que más de la mitad de los consumidores declararon haber experimentado individualmente estos síntomas de abstinencia durante la primera semana tras un consumo prolongado/adictivo de dextrometorfano: fatiga, apatía, flashbacks y estreñimiento. Más de una cuarta parte declaró insomnio, pesadillas, anhedonia, deterioro de la memoria, déficit de atención y disminución de la libido. Otros efectos secundarios menos frecuentes fueron ataques de pánico, problemas de aprendizaje, temblores, ictericia, urticaria y mialgia. No se ha demostrado que el uso médico de DXM cause los problemas mencionados.
El uso indebido de medicamentos multisíntomas para el resfriado, en lugar de utilizar un antitusígeno cuyo único principio activo sea el dextrometorfano, conlleva un riesgo significativo de muerte o enfermedad grave. Los medicamentos multisíntomas para el resfriado contienen otros principios activos, como paracetamol (acetaminofeno), clorfeniramina y fenilefrina, cualquiera de los cuales puede causar daños corporales permanentes, como insuficiencia renal, o incluso la muerte, si se toman según la escala de dosificación recreativa del dextrometorfano generalmente aceptada. El sorbitol, un edulcorante artificial que se encuentra en muchos jarabes para la tos que contienen dextrometorfano, también puede tener efectos secundarios negativos, como diarrea y náuseas, si se toma en dosis recreativas de dextrometorfano. La guaifenesina, un expectorante que suele acompañar al dextrometorfano en los preparados para la tos, puede causar síntomas desagradables, como vómitos, náuseas, cálculos renales y dolor de cabeza.
La combinación del dextrometorfano con otras sustancias puede agravar los riesgos. Los estimulantes del sistema nervioso central (SNC), como la anfetamina y/o la cocaína, pueden provocar un aumento peligroso de la tensión arterial y la frecuencia cardiaca. Los depresores del SNC como el etanol (alcohol de beber) tendrán un efecto depresor combinado, que puede provocar una disminución de la frecuencia respiratoria. La combinación de dextrometorfano con otros sustratos de CYP2D6 puede hacer que ambos fármacos alcancen niveles peligrosos en el torrente sanguíneo. La combinación de dextrometorfano con otros fármacos serotoninérgicos podría causar toxicidad por serotonina, un exceso de actividad serotoninérgica en el SNC y el sistema nervioso periférico.

## Farmacología
El dextrometorfano es principalmente un agonista de los receptores sigma y un IRSN, y los efectos del dextrometorfano como alucinógeno disociativo pueden atribuirse en parte al dextrorfano (DXO), un metabolito producido cuando el dextrometorfano es metabolizado por el organismo. Tanto el dextrorfano como el dextrometorfano son antagonistas de los receptores NMDA, al igual que otros alucinógenos disociativos como la ketamina y la PCP. Aunque el dextrorfano es más potente que su "molécula madre", el dextrorfano, es probable que actúe en combinación con el dextrometorfano para producir efectos alucinógenos debido a que sólo un pequeño porcentaje del dextrometorfano se metaboliza en dextrorfano.
Como antagonistas de los receptores NMDA, el dextrorfano y el dextrometorfano inhiben el aminoácido excitador y neurotransmisor glutamato en el cerebro. Esto puede ralentizar o incluso cerrar ciertas vías neuronales, impidiendo que las áreas del cerebro se comuniquen entre sí. Esto hace que el consumidor se sienta disociado o desconectado, lo que se experimenta como niebla cerebral o desrealización.

## Legalidad
Los preparados antitusivos que contienen dextrometorfano pueden adquirirse legalmente en farmacias de la mayoría de los países, con algunas excepciones como los Emiratos Árabes Unidos, Francia, Suecia, Estonia y Letonia. En Rusia, el dextrometorfano (que suele venderse bajo las marcas Tussin+ y Glycodin) es una sustancia controlada de la Lista III y está incluida en la misma lista que las benzodiacepinas y la mayoría de los barbitúricos. Tenga en cuenta que las listas de drogas de Rusia difieren de las de Estados Unidos.

### Estados Unidos
En la actualidad, no existe ninguna distinción legal en Estados Unidos entre el uso, la venta o la compra con fines médicos y recreativos. Algunos estados y cadenas de tiendas han implantado restricciones, como exigir firmas para la venta de DXM, limitar las cantidades permitidas para la compra y exigir que los compradores sean mayores de edad en su estado. La venta de dextrometorfano en su forma pura en polvo puede acarrear sanciones, aunque no existe ninguna ley explícita que prohíba su venta o posesión, salvo en Illinois. Se ha informado de casos de personas condenadas a penas de prisión y otras sanciones por vender dextrometorfano puro en esta forma, debido a la violación incidental de leyes más generales para la venta de medicamentos legítimos, como la reventa de un medicamento sin las etiquetas de advertencia adecuadas.
El dextrometorfano se excluyó de la Ley de Sustancias Controladas (CSA) de 1970 y se excluyó específicamente de la Convención Única sobre Estupefacientes. En 2010, seguía excluido de las Listas de Sustancias Controladas de EE. UU.; sin embargo, las autoridades han advertido de que podría añadirse si el aumento del abuso justifica su inclusión. El motivo de su exclusión de la CSA fue que, según la CSA, todos los isómeros ópticos de los opiáceos incluidos en la Lista II son automáticamente sustancias de la Lista II. Dado que el dextrometorfano es un isómero óptico del opiáceo levometorfano de la Lista II (pero no actúa como un opiáceo), era necesaria una exención para que siguiera siendo una sustancia no controlada. La Ley Federal Análoga no se aplica al dextrometorfano porque se ha presentado una solicitud de nuevo medicamento para él.

### Indonesia
La Agencia Nacional de Control de Medicamentos y Alimentos de la República de Indonesia (BPOM-RI) prohíbe la venta de dextrometorfano monocomponente con o sin receta. Indonesia es el único país del mundo en el que el dextrometorfano monocomponente es ilegal incluso con receta y los infractores pueden ser perseguidos por la ley. La Oficina Nacional de Estupefacientes de Indonesia ha amenazado incluso con revocar las licencias de farmacias y droguerías si siguen almacenando dextrometorfano, y lo notificará a la policía para que inicie acciones penales. Como consecuencia de esta normativa, se han retirado del mercado 130 medicamentos, pero los que contienen dextrometorfano multicomponente pueden venderse sin receta. En su comunicado de prensa oficial, la oficina también declaró que el dextrometorfano se utiliza a menudo como sustituto de la marihuana, la anfetamina y la heroína por parte de los toxicómanos, y que su uso como antitusivo es menos beneficioso en la actualidad.
El Director de Control de Estupefacientes, Psicotrópicos y Sustancias Adictivas (NAPZA) BPOM-RI, Dr. Danardi Sosrosumihardjo, SpKJ, explica que el dextrometorfano, la morfina y la heroína se derivan del mismo árbol, y afirma que el efecto del dextrometorfano es equivalente a 1/100 de la morfina y la heroína inyectada. Por el contrario, la Adjunta de Supervisión de Productos Terapéuticos y NAPZA BPOM-RI, Dra. Antonia Retno Tyas Utami, Apt. MEpid., afirma que el dextrometorfano, al ser químicamente similar a la morfina, tiene un efecto mucho más peligroso y directo sobre el sistema nervioso central, provocando así un colapso mental en el usuario. También afirmó, sin citar ningún estudio o revisión científica previa, que a diferencia de los consumidores de morfina, los consumidores de dextrometorfano no pueden rehabilitarse, afirmación que desmienten numerosos estudios científicos que demuestran que la naloxona por sí sola ofrece un tratamiento eficaz y resultados terapéuticos prometedores en el tratamiento de la adicción y la intoxicación por dextrometorfano. La Dra. Antonia Retno Tyas Utami también afirmó que en Indonesia se registraban elevadas tasas de abuso de dextrometorfano -incluidas víctimas mortales- y, lo que es aún más cuestionable, sugirió que la codeína, a pesar de ser un antitusivo de clase µ-opioide más adictivo físicamente, estuviera disponible como alternativa al dextrometorfano.

### China
Debido a su potencial abuso, la Administración Nacional de Productos Médicos reclasificó todos los dextrometorfanos orales monocomponentes como medicamentos con receta en diciembre de 2021. Las autoridades también ordenaron a los fabricantes que eliminaran de sus instrucciones afirmaciones como "sin adicción o tolerancia con el uso a largo plazo". A pesar de la prohibición de las ventas en línea, el fármaco todavía se puede encontrar en algunas plataformas de comercio electrónico en China y Twitter.